# ペペタス・アンドロニカス
ペペタス・アンドロニカス(5月12日-)は日本のテクノポップ・ニューウェーブアーティスト。

## 概要
2019年より福岡にてぺぺ名義で活動を開始し、2020年よりペペタス・アンドロニカスへ改名。2022年より活動拠点を東京に移す。インストプロジェクトのPechno-pol、福岡の牧畜業者との電子音ユニットOuch!ski
としても活動中。

## ディスコグラフィー

### アルバム
- 「改造生徒」

1. はーと[注釈 1]
2. ペーパー
3. Susume
4. 感電性
5. Pelt me mat union
6. ファキイル

※2020年10月20日発売。
マスタリングに永田一直氏（ExT Recordings）、ゲストミュージシャンに吉田肇氏（PANICSMILE）、帯コメントに掟ポルシェ氏（ロマンポルシェ。）が参加。

尚、サブスクリプション版はフィジカル版とジャケット・収録曲が異なる。フィジカル版のジャケットイラストでは髪色が青に対しサブスク版では緑であり、収録曲は以下となっている。
1. はーと
2. フラワー
3. Susume
4. IとBをみつけて
5. Norma
6. ペーパー
7. まぶた

### シングル
- 「新元号のうた／れいわってる」
- 「祈祷／Susume」
- 「NORMA ver.1／Pelt me mat union」
- 「ぺーパー／フラワー」
- 「SIGN OVER／Peace of ( )」
- 「IとBをみつけて／collins」
- 「じぇのさいど／0/1000」
- 「コノ夜／楽団（2020）」
- 「もろとも／Pechno1（Live version）」
- 「colors」

1. COLLINS
2. もろとも
3. TEM-PEST(inst)

- 「Revival」

1. 熱源として
2. SiGN OvER
3. Future Power

- 「Farewell」

1. IとBをみつけて
2. もろとも
3. 0/1000
4. まぶた

- 「Pechno①」
- 「SLY&SLY&SLY」

1. Exploding landscape
2. Visual machine
3. VIVID

- 「Xanadu」

1. Xanadu
2. じぇのさいど
3. Sunlight(inst)

- 「白昼装置」

1. K-K-B-B
2. TEM-PEST
3. alcohol(inst)

### その他
- 「改造生徒特典CD A」

1. IとBをみつけて
2. 楽団
※shop MECANO、福岡六本松蔦屋書店での購入者特典。

- 「改造生徒特典CD B」

1. ペーパー2020
2. ▶(fog)[注釈 2]

※ライブ会場での購入者特典。
- 「ポケットペーパー音源へようこそ」

1. ペーパー2023remix

※音源ダウンロードコード付ポケットティッシュとして販売
- 「君に、胸キュン。」

※2023年2月5日K&Mミュージック中野店で行われたライブの予約特典。

### コラボレーション
- 「新元号はモヤシ」

「モヤペペ！」名義。福岡のモヤシイズム氏とのコラボシングル。
- 「徒花の夜～Dusk night～」

「沖縄電子少女彩 with ぺぺタス・アンドロニカス」名義。沖縄電子少女彩氏とのコラボ曲。2020年7月10日Bandcampにてリリース。
- 「Eternal☆Game」

福岡のアーティストるん氏とのコラボシングル。